# Toros I
Toros I (Թորոս Ա en armeni) fou príncep del Regne Armeni de Cilícia de la dinastia rubènida, que va succeir al seu pare Constantí I d'Armènia Menor el gener del 1102. Aliat a Tancred de Galilea, príncep d'Antioquia, va derrotar els seljúcides a Marash el 1107 i als romans d'Orient a Anazarbe el 1108 ocupant Sis el 1114 i les viles de la zona dels afluents orientals de la part alta del riu Sehiun. Sis va esdevenir la capital del principat. Va establir monestir i esglésies i va poder dominar als seljúcides i als romans d'Orient. Va morir el 1129 i com que el fill gran Oshin l'havia premort, la corona va passar al seu fill segon Constantí II d'Armènia Menor.